# Hans Giovanazzi
Hans (Johann) Giovanazzi (ur. 23 listopada 1913, zm.?) – zbrodniarz hitlerowski, członek załogi obozu koncentracyjnego Mauthausen-Gusen i SS-Unterscharführer.
Obywatel niemiecki pochodzenia włoskiego. Członek Waffen-SS od 1940. Służbę w kompleksie obozowym Mauthausen rozpoczął 9 sierpnia 1940. Od lata 1943 do stycznia 1944 był oficerem medycznym w szpitalu dla więźniów w podobozie Gusen. W styczniu 1944 wyjechał do Berlina na trzymiesięczny kurs przeszkolenia medycznego dla wojskowych jako sanitariusza. Powrócił do służby w szpitalu Gusen w marcu 1944, skąd we wrześniu 1944 przeniesiono go do szpitala w obozie głównym Mauthausen. Giovanazzi przebywał tam do grudnia 1944 i powrócił jeszcze na okres jednego miesiąca do Gusen w marcu 1945. Do jego głównych zadań należał nadzór medyczny nad więźniami podczas apeli i kontrola czystości pomieszczeń obozowych. Na przełomie 1943 i 1944 był faktycznym kierownikiem szpitala w Gusen. Giovanazzi brał aktywny udział w mordowaniu więźniów i jeńców wojennych wielu narodowości w drodze śmiertelnych zastrzyków. Odruchy współczucia i pomoc okazywał niemal wyłącznie więźniom narodowości włoskiej.
Giovanazzi został osądzony w ósmym procesie załogi Mauthausen-Gusen przed amerykańskim Trybunałem Wojskowym w Dachau. Skazany został za swoje zbrodnie na karę śmierci przez powieszenie. Wyrok zamieniono jednak w akcie łaski na dożywocie.